# مانی مشهدی
مانی مشهدی (درگذشت ۹۲۳ قمری) نقاش، کوزه گر و خطاط قرن نهم و دهم هجری و ابتدای عصر صفوی است.

## زندگینامه
مانی مشهدی در سده نهم و دهم می‌زیست. پدر وی کاسه گار ماهری بود که مانی از وی هنر کاسه گری را بیاموخت. مانی در خطاطی و کاسه گری و تصویر گری بر روی کاسه‌ها مهارت بسیار داشت و تخلص خویش را مانی قرار داده بود. این شاعر و خطاط چیزه دست مذهب شیعه داشت و معاصر شاه اول صفوی و نیز امیر علی شیر نوایی بود. وی مدتی در خدمت محمد حسین میرزا فرزند سلطان حسین بایقرا بود و اشعاری از وی در تذکره‌ها نقل گردیده است. برخی وی را اصالتاً مازنی دانسته و می‌گویند مدتی در هرات و مشهد زیسته است.

## درگذشت
مانی در سال ۹۲۳ قمری در زمان یکی از هجوم‌های ازبکان به خراسان، به قتل رسید و در مشهد دفن گردید.